# Oleh Kutxerenko
Oleh Kutxerenko   (Khrustalni, 20 de desembre de 1968) és un lluitador ucraïnès, especialista en lluita grecoromana, va competir sota bandera de la Unió Soviètica i l'Equip Unificat a finals de la dècada de 1980 i començaments de la de 1990. El desembre de 1994 es nacionalitzà alemany, país on havia passat a viure amb la desintegració de la Unió Soviètica, i amb el qual competí fins al 2004.
El 1992 va prendre part en els Jocs Olímpics d'Estiu de Barcelona, on guanyà la medalla d'or en la categoria del pes minimosca del programa de lluita grecoromana. Quatre anys més tard, va participar, sense sort, als Jocs d'Atlanta representant a Alemanya.
En el seu palmarès també destaca una medalla d'or al Campionat del món júnior de 1987, dues medalles d'or al Campionat del món de lluita, el 1989 i 1990, i una d'or i dues de bronze al Campionat d'Europa de lluita. A nivell nacional guanyà un campionat soviètic i vuit d'alemanys.